# Стрмец (Света Недеља)
Стрмец (до 1991. године — Стрмец Самоборски) је насељено место у саставу Града Света Недеља у Загребачкој жупанији, Хрватска. До територијалне реорганизације у Хрватској налазио се у саставу старе загребачке приградске општине Самобор.

## Становништво
На попису становништва 2011. године, Стрмец је имао 3.907 становника.

## Попис1991.
На попису становништва 1991. године, насељено место Стрмец Самоборски је имало 2.704 становника, следећег националног састава:
| Попис 1991.‍   | Попис 1991.‍  | Попис 1991.‍ | Попис 1991.‍ | Попис 1991.‍ |
| ------------- | ------------ | ----------- | ----------- | ----------- |
|               |              |             |             |             |
| Хрвати        | Хрвати       |             | 2.604       | 96,30%      |
| Срби          | Срби         |             | 22          | 0,81%       |
| Југословени   | Југословени  |             | 9           | 0,33%       |
| Словенци      | Словенци     |             | 8           | 0,29%       |
| Муслимани     | Муслимани    |             | 5           | 0,18%       |
| Чеси          | Чеси         |             | 4           | 0,14%       |
| Мађари        | Мађари       |             | 2           | 0,07%       |
| Пољаци        | Пољаци       |             | 1           | 0,03%       |
| Руси          | Руси         |             | 1           | 0,03%       |
| остали        | остали       |             | 1           | 0,03%       |
| неопредељени  | неопредељени |             | 9           | 0,33%       |
| регион. опр.  | регион. опр. |             | 1           | 0,03%       |
| непознато     | непознато    |             | 37          | 1,36%       |
| укупно: 2.704 |              |             |             |             |